# 南部守行
南部 守行（なんぶ もりゆき）は、南北朝時代から室町時代中期にかけての武将。三戸南部氏13代当主。初め左馬権守、後に大膳大夫を称したとある。

## 略歴
12代当主・南部政行の子とされる。
関東管領に従い、陸奧北部を鎮し、秋田合戦及び気仙や遠野方面にも出陣したと伝えられる。老後、剃髪入道して禅高法師と号したという。
南北朝時代の争乱の後、北朝と合一するにおよんで、奥州では三戸南部氏が抬頭し、足利氏と協調して、陸奥北部の優勢な大名となった。このように奥州の南部一族の内部ではその一党家臣は、何れも三戸南部氏に統率され、その指示に従っていた。
応永の頃の四方の情勢は、南方志和郡には、高水寺城に足利氏一族の斯波氏が来往し、公方一族をもって志和御所と称し、その隣接地には、従来のごとく稗貫氏・和賀氏が存在している。閉伊郡には宮古の閉伊氏、遠野の阿曽沼氏がいるが、殆ど南部氏の被官的存在であった。さらに南方には強力な葛西氏がいた。岩手郡には厨川工藤氏、滴石戸沢氏も被官的地頭に過ぎなくなっていた。また、津軽・出羽方面にも勢力を張っていたが、津軽安藤氏一族と敵対中であったが、南は岩手郡から、北は外ヶ浜まで、南部氏の勢力圏であり、この情勢は守行の代からと知られる。
永享9年（1437年）、大槌氏が阿曽沼氏を攻めた際、守行は阿曽沼氏を支援して大槌城を攻撃したが、敵の流れ矢に当たって戦死したと言う。享年79。